# Carlos Salas (Buenos Aires)
Carlos Salas es una localidad del partido de Lincoln, provincia de Buenos Aires, Argentina.
En el año 1908 fue habilitada la estación ferroviaria y en sus alrededores se fue conformando la localidad.

## Acceso
Se accede por camino pavimentado desde las ciudades de Carlos Casares y Lincoln a través de la ruta provincial 50 hasta el acceso por la ruta provincial 70 y luego camino de tierra. También se puede acceder por esta última ruta, desde la ciudad de Carlos Tejedor.

## Distancias
- Carlos Casares 93 km
- Lincoln 96 km
- Carlos Tejedor 41 km.

## Toponimia
El nombre de la localidad recuerda a Carlos Salas, propietario de los terrenos donde se construyó la estación ferroviaria.

## Población
Cuenta con 234 habitantes (Indec, 2010), lo que representa un descenso del 10% frente a los 261 habitantes (Indec, 2001) del censo anterior.
| Gráfica de evolución demográfica de Carlos Salas entre 1991 y 2010 |
|                                                                    |
| Fuente: Censos nacionales del INDEC                                |

## Cultura
La película El ciudadano ilustre transcurre en Salas.